# Umeå BS
Umeå BS var ett bandysällskap i Umeå i Sverige. Umeå BS bildades 1982 men röstades 2009 in som en sektion i IFK Umeå. Klubben finns alltså inte kvar som självständig förening utan verksamheten utgör numera IFK Umeå Bandy.
Laget spelade förut sina matcher på Gammliavallens isbana, därefter på den konstfrusna isbanan på Dragonfältet. 
Umeå BS hade både ungdoms- och seniorverksamhet. A-laget hade ett flertal Division 1-säsonger i bagaget, på den tiden då Division 1 var Sveriges andradivision.